# Liste des devises d'organisations, associations, clubs
Liste des devises d'organisations, associations, clubs :

## Internationales
- Association nationale franco-britannique : Dieu et mon droit.
- Armée du salut, Salvation Army : « Avec Dieu, avec l'autre, avec soi » ou « Secourir, accompagner, reconstruire ».
- Fédération internationale des échecs :  Gens una sumus (Nous sommes une même famille).
- Fédération internationale du jeu d’échecs par correspondance : Amici sumus (nous sommes des amis), devise inspirée de celle de la FIDE ci-dessus.
- Jeux olympiques :  Citius, Altius, Fortius (Plus vite, plus haut, plus fort), devise créée par le Père Didon (1840 - 1900).
- Jeux paralympiques : Spirit in Motion.
- La Francophonie : Égalité, complémentarité, solidarité.
- Rotary International : Service Above Self.
- Scouts : Be Prepared / toujours prêt / Semper parati...

## Belgique
- École
  - UCL : Scientia optimum (L'excellence par la connaissance)
  - UGent : Inter Utrumque (Entre les deux)
  - ULB : Scientia vincere tenebras (Vaincre les ténèbres par la connaissance)
  - ULiège : Scientia optimum (L'excellence par la connaissance)
  - KUL : Sedes sapientiae (trône de la sagesse)
- Syndicat/Parti
  - FGTB : Ensemble, on est plus forts
  - PTB :  Les gens d'abord, pas le profit
- Sport
  - RSC Anderlecht : Mens sana in corpore sano (Un esprit sain dans un corps sain)
  - Standard de Liège : Passion, Fierté, Ferveur
- Organisation
  - Fédération des étudiants francophones : "Vers un enseignement démocratique et émancipateur!"

## Canada
- Centre de conservation de la biodiversité boréale (CCBB inc.) : Apprendre pour connaître, connaître pour aimer et aimer pour protéger.

## Espagne
- FC Barcelone : El Barça és més que un club (Le Barça est plus qu'un club)

## France
- AS Nancy-Lorraine : Qui s'y frotte s'y pique.
- Commanderie Sauternes Barsac : Le soleil est mon reflet.
- ETA : Bietan jarrai (Basque), Tenez vous ensemble.
- Festival de Cornouaille : Sans hier et sans demain, aujourd'hui ne vaut rien.
- Institution des petites familles : Moralité - Travail - Solidarité.
- Ligue contre le cancer : Agir, donner, recevoir, dans la rigueur, la transparence et la solidarité.
- Ni putes ni soumises : Laïcité, égalité et mixité.
- Olympique de Marseille : Droit au but.
- Paris Saint-Germain : Rêvons plus grand.
- Régiment de la Calotte (Société satirique fondée en 1702) : 1) Favet momus, luna influit 2) Ridere regna est.
- Scouts de France, Louveteaux : De notre mieux'
- Secours populaire français : Tout ce qui est humain est nôtre.
- SNSC : Comité national solidarité des cheminots : Unis comme un seul homme contre l'adversité.
- Union des sociétés de gymnastique de France : Patrie, courage, moralité.
- DIGNON: Dignonville Agir en Groupe pour l'Embellissement le Sport et l'Animation

## Royaume-Uni
- Arsenal FC : Victoria Concordia Crescit (La victoire vient de l'harmonie)
- Aston Villa FC : Prepared (Préparé)
- Everton : Nil Satis Nisi Optimum (Seul le Meilleur est Suffisant)
- Liverpool FC : You'll Never Walk Alone
- Manchester City FC : Superbia in proelia (La fierté dans la bataille)
- Manchester United FC : Youth, courage, greatness ( Jeunesse, courage, grandeur)
- Royal Society: Nullius in verba (On the word of no one)

## Suisse
- Académie suisse des sciences naturelles: Un savoir en réseau au service de la société
- Société des Étudiants Suisses : Virtus, Amicitia, Scientia (Amitié, Vertu, Science)
- Zofingue : Patriae, Amicitiae, Litteris (À la patrie, à l'amitié, à la science)